# Vicari (eclesiàstic)
Un vicari és un terme utilitzat en l'àmbit religiós per designar una persona que exerceix les funcions d'una altra, i la pot substituir per temps definit o indefinit.
En l'Església Catòlica, el Papa o Bisbe de Roma té un cardenal vicari per la part italiana del bisbat i un Vicari General de l'Estat de la Ciutat del Vaticà per la zona del Vaticà; així com vicaris apostòlics per enviar a les regions que no tenen bisbe. Per la seva banda, els bisbes tenen els vicaris generals i els rectors de les parròquies els vicaris parroquials. Per analogia, el Papa és anomenat vicari de Crist a la terra.
En l'església anglicana ha desaparegut en bona part la distinció entre vicaris i rectors, i només per motius històrics el responsable d'algunes parròquies du el títol de vicari i en d'altres el de rector, però exerceixen les mateixes funcions.